# Elizabeth Taylor (författare)
Elizabeth Taylor, född Coles 3 juli 1912 i Reading, Berkshire, död 19 november 1975 i Penn, Buckinghamshire, var en brittisk författare.